# Руис, Луис
Луис Армандо Руис Кармона (исп. Luis Armando Ruiz Carmona; родился 3 августа 1997 года в Каракасе, Венесуэла) — венесуэльский футболист, полузащитник клуба «Сулия».

## Клубная карьера
Руис начал карьеру в клубе «Депортиво Ла Гуайра». 11 июля 2015 года в матче против «Трухильянос» он дебютировал в венесуэльской Примере. В начале 2016 года Лиус перешёл в «Сулию». 28 февраля в матче против своего бывшего клуба «Депортиво Ла Гуайра» он дебютировал за новую команду.

## Международная карьера
В 2017 года Руис принял участие в молодёжном чемпионате Южной Америки в Эквадоре. На турнире он сыграл в матче против команды Перу, Колумбии, Эквадора, Бразилии а также дважды Уругвая и Аргентины.
В том же году Руис завоевал серебряные медали молодёжного чемпионата мира в Южной Корее. На турнире он сыграл в матчах против команд Германии, Мексики, Японии и США.

## Достижения
Международные
 Венесуэла (до 20)
- Чемпионат мира среди молодёжных команд — 2017
- Чемпионат Южной Америки среди молодёжных команд — 2017